# Szamosudvarhely
Szamosudvarhely (románul: Someș-Odorhei) falu Romániában, Szilágy megyében.

## Fekvése
Zsibótól északra, a Szamos folyó bal partján, Zsibó, Inó és Dablyonújfalu közt fekvő település.

## Története
Nevét 1387-ben Udvarhely néven említették először.
1452-ben Odvarhel, 1475-ben Wdwarhely, 1549-ben Odvarhely, 1733-ban Szamosudvarhely néven írták. 1387-ben Udvarhely az aranosi várhoz tartozó magyar település volt, birtokosai a Kusalyi Jakcsok voltak. 1499-ben II. Ulászló király  a birtok felébe Bélteki Drágfi Bertalant iktatta be. A királynak ezt a birtokrészt még Kusalyi Jakcs László leánya Erzsébet adta. 1545-től Udvarhely Kusalyi Jakcsi Mihályé. A Kusalyi Jakcsoké volt a település egészen a 16. század végéig. 1619-ben Széchy Kata Udvarhely részbirtokot adományul adta leányának Hadadi Wesselényi Pálné Gyulafi Zsuzsannának. 1627-ben a Gyulafi család osztozkodott a csehi várhoz tartozó Udvarhelyen. 1805-ben végzett összeíráskor birtokosai voltak: báró Bornemissza József, Szelei József és Pál, Bokányi János. 1847-ben 986 lakosa volt, melyből 25 római katolikus, 875 görögkatolikus, 76 református, 10 izraelita volt. 1890-ben 1299 lakosából 141 magyar, 10 német, 1114 román, 34 egyéb nemzetiségű volt, ebből 22 római katolikus, 1136 görögkatolikus, 77 református, 64 izraelita. A házak száma 287 volt. A 20. század első éveinek adatai szerint határában kőszénkátrányt, petróleumot, paraffint, kutattak. Szamosudvarhely a trianoni békeszerződés előtt Szilágy vármegye Zsibói járásához tartozott.

## Nevezetességek
- Görögkatolikus fatemplomát 1670-ben építették. A 19. század végén kőtemplom épült helyette. Anyakönyvet 1824-től vezetnek.
- Református templom